# Aguieiras
Aguieiras é uma freguesia portuguesa do município de Mirandela, com 14,68 km² de área e 246 habitantes (censo de 2021). A sua densidade populacional é 16,8 hab./km².

## Demografia
A população registada nos censos foi:
| Distribuição da População por Grupos Etários | Distribuição da População por Grupos Etários | Distribuição da População por Grupos Etários | Distribuição da População por Grupos Etários | Distribuição da População por Grupos Etários |
| -------------------------------------------- | -------------------------------------------- | -------------------------------------------- | -------------------------------------------- | -------------------------------------------- |
| Ano                                          | 0-14 Anos                                    | 15-24 Anos                                   | 25-64 Anos                                   | > 65 Anos                                    |
| 2001                                         | 24                                           | 36                                           | 175                                          | 140                                          |
| 2011                                         | 18                                           | 15                                           | 139                                          | 117                                          |
| 2021                                         | 18                                           | 20                                           | 89                                           | 119                                          |

## Povoações
- Aguieiras
- Casario
- Chairos
- Fonte Maria Gins
- Pádua-Freixo
- Soutilha